# Minská oblast

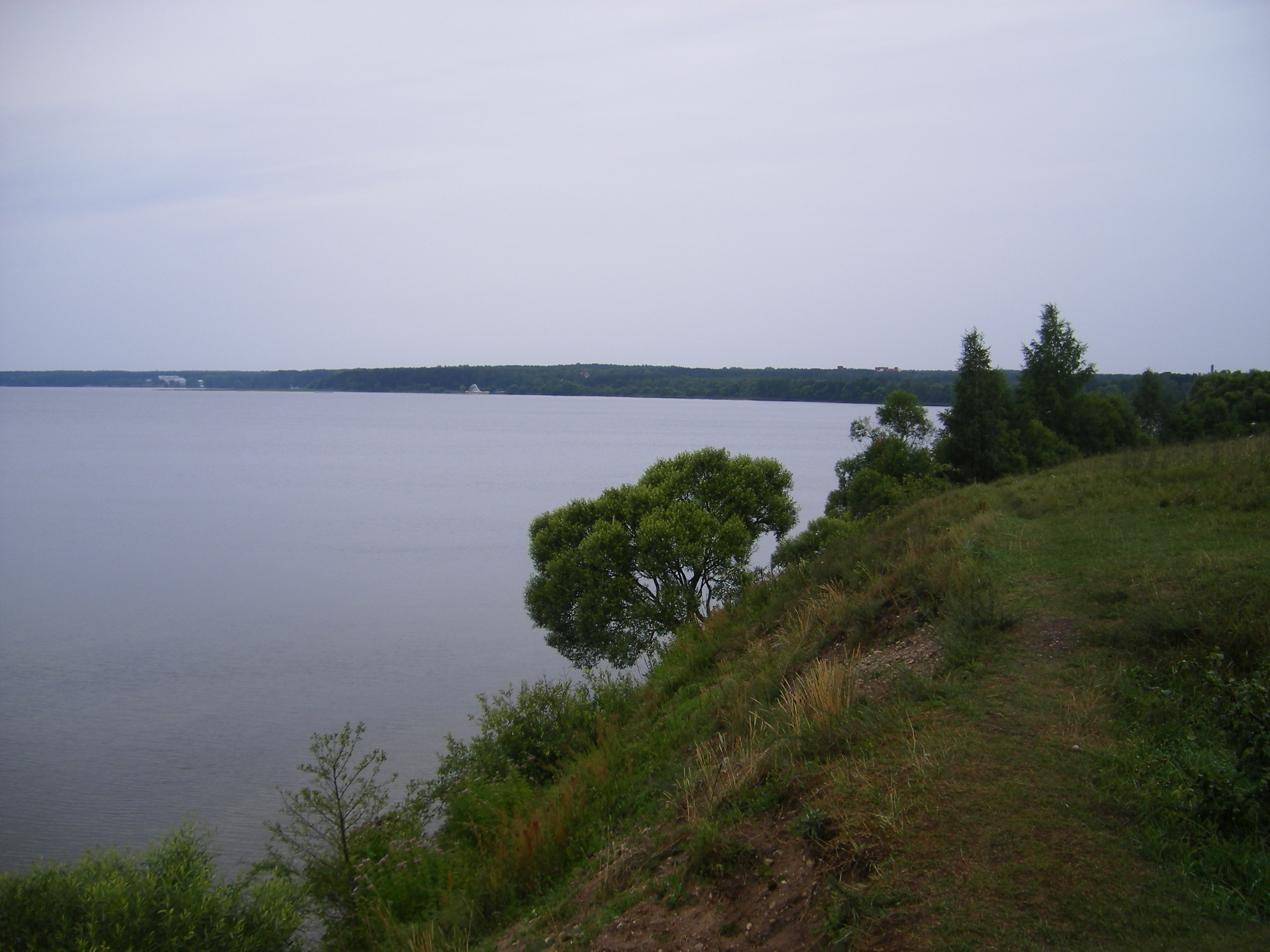
Jezero Narač

Minská oblast (bělorusky Мiнская вобласць, rusky Минская область) je jedna ze šesti oblastí Běloruska. Rozkládá se ve střední části země. Administrativa sídlí v Minsku, který je však z oblasti vyňat a tvoří samostatnou správní jednotku. Oblast sousedí se všemi ostatními běloruskými oblastmi a jako jediná nemá hranice s žádným ze sousedních států. v roce 1960 k ní byla připojena část rušené Maladzečenské oblasti.
Oblast zaujímá 40 800 km² (19,4 % povrchu země); roku 2004 zde žilo 1 503 000 obyvatel (15,3 % obyvatel Běloruska). Dělí se na 22 rajónů, čítá 22 měst, 20 sídel městského typu a 307 obcí. Oblast je rovinatá či mírně zvlněná; nachází se zde nejvyšší bod Běloruska, Dzjaržynskaja hara. Největší vodní plochou je jezero Narač.

## Města
Liší-li se ruský název od běloruského, je uveden v závorce kurzívou.
| - Barysaŭ (Borisov) - 150 400 - Salihorsk (Soligorsk) - 101 400 - Maladzečna (Moloděčno) - 98 400 - Sluck - 62 300 - Žodzina (Žodino) - 60 800 - Vilejka - 30 000 - Dzjaržynsk (Dzeržinsk) - 24 600 - Marjina Horka (Marjina Gorka) - 23 400 - Stalbcy (Stolbvy) - 16 900 - Ňasviž (Něsviž) - 14 300 | - Smaljavičy (Smoleviči) - 14 200 - Saslavl - 13 500 - Bjarezina (Berezino) - 13 100 - Fanipol - 11 900 - Ljubaň - 11 800 - Staryja Darohi (Staryje Dorogi) - 11 700 - Valožyn (Voložin) - 11 400 - Kapyl (Kopyl) - 10 700 - Kleck - 10 600 - Červeň - 10 500 |